# Миронівка (Богодухівський район)
Миро́нівка — село в Золочівській громаді Богодухівського району Харківської області України. Населення становить 140 осіб.

## Географія
Село Миронівка розташоване між річками Лопань (правий берег, 3 км) і Уди (лівий берег, 7 км). На відстані 1 км проходить автомобільна дорога Т 2103. До села примикає невеликий лісовий масив (дуб), має назву Оксенів ліс та Миронів ліс. У селі бере початок Балка Бундючиха.

## Історія
Село вперше згадується у 1722 році.
За даними на 1864 рік у власницькому селі Харківського повіту мешкало 759 осіб (365 чоловічої статі та 394 — жіночої), налічувалось 116 дворових господарства.
Станом на 1914 рік село відносилось до Довжицької волості, кількість мешканців зросла до 1168 осіб.
Село постраждало внаслідок геноциду українського народу, вчиненого урядом СРСР у 1932—1933 роках, кількість встановлених жертв у Миронівці та Чорноглазівці — 63 людей.
12 червня 2020 року, розпорядженням Кабінету Міністрів України № 725-р «Про визначення адміністративних центрів та затвердження територій територіальних громад Харківської області», увійшло до складу Золочівської селищної громади.
19 липня 2020 року, в результаті адміністративно-територіальної реформи та ліквідації Золочівського району, село увійшло до складу Богодухівського району.

## Також
- Перелік населених пунктів, що постраждали від Голодомору 1932—1933 (Харківська область)